# Dansk Fryse Økonomi
Dansk Fryse Økonomi A/S (forkortet DFØ) var et dansk postordrefirma, der med base i Osted på Midtsjælland leverede frostvarer via et månedligt bestillingskatalog.

## Historie
DFØ blev grundlagt i 1966. I starten solgte virksomheden kummefrysere til landbefolkningen, men senere begyndte man sideløbende at sælge svinekød. Efterhånden blev der solgt mere kød end kummefrysere, og udvalget blev udvidet til at dække alt fra morgenbrød til færdige middagsretter. Virksomheden lukkede i 1992.